# Спахо, Мехмед
Мехмед Спахо (босн. Mehmed Spaho; 13 марта 1883, Сараево — 29 июня 1939, Белград) — боснийский и югославский государственный и политический деятель, один из главных политических представителей боснийских мусульман в межвоенной Югославии.

## Биография
Родился в Сараево, столице Боснии и Герецеговины, оккупированной Австро-Венгрией. Его отец занимал должность шариатского судьи при османском правлении. Один из братьев Мехмеда Спахо впоследствии будет занимать пост Верховного муфтия Югослави.
Спахо окончил юридический факультет Венского университета, по возвращении в Боснию в 1906 году стал принимать участие в местной политической жизни. С 1911 года — председатель торговой палаты Сараево, с 1914 года — член городского совета. Спахо возглавлял группу мусульман, ориентировавшуюся на сотрудничество с сербами.
В 1918 году Спахо представлял мусульманскую общину в Народном вече словенцев, хорватов и сербов, выступал за объединение всех югославянских народов в единое государство. В декабре 1918 года Мехмед Спахо вошёл в возглавляемое Стояном Протичем первое правительство КСХС, получив должность министра лесного хозяйства. В марте-июне 1921 года также возглавлял министерство промышленности и торговли.
В 1919 году Спахо стал главой «Югославской мусульманской организации» — политической партии, выступавшей за культурную автономию боснийских мусульман. На выборах в Учредительную скупщину ЮМО получила чуть более 6 % голосов избирателей. Спахо и другие лидеры ЮМО поддержали принятие Видовданской конституции. После установления режима прямого королевского правления деятельность ЮМО и других политических партий была временно запрещена.
Скоропостижно скончался 29 июня 1939 года в Белграде, куда прибыл на встречу с принцем-регентом Павлом Карагеоргиевичем. Ряд боснийских политиков, а также родственники Спахо и его личный секретарь Мехмед Хаджихасанович поставили под сомнение естественный характер смерти. В отравлении лидера ЮМО обвиняли начальника белградской полиции Драгомира Йовановича. Поводом для отравления была якобы оппозиция ЮМО готовящемуся соглашению Цветковича-Мачека и разделу Боснии.